# Auchencloigh Castle
Auchencloigh Castle oder Auchincloigh Castle sind heute die Ruinenreste einer Niederungsburg in der Nähe des Burnton Burn in der Gemeinde Ochiltree in der schottischen Council Area East Ayrshire.

## Die Festung

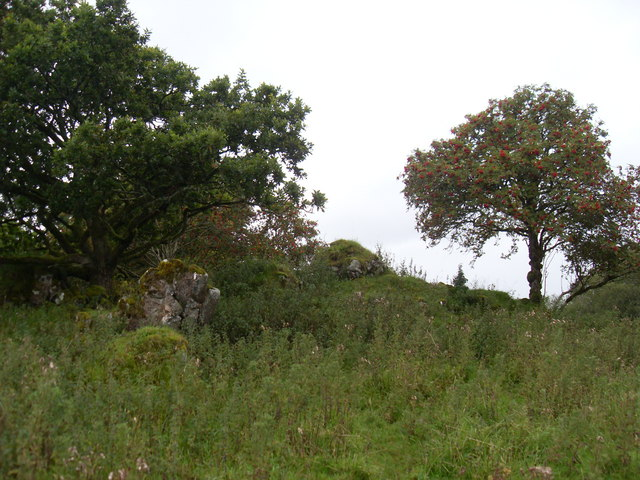
Ruinen in Auchencloigh

Keinerlei Beschreibung oder genaue Abbildung des Auchencloigh Castle scheint bis heute erhalten geblieben zu sein. Die Burg lag auf einem Mound und 1978 standen an einigen Stellen noch einige Fuß dicke Mauern bis zu einer Höhe von 0,6–1,6 Metern. Die Mauern bildeten ein Rechteck und das Innere des Gebäudes scheint in einige kleine Räume aufgeteilt gewesen zu sein.
Auchencloigh Castle könnte Teil einer Kette von Festungen gewesen sein, die eine Verteidigungslinie bildeten, darunter auch Drongan Castle und Martnaham Castle.
Die Ruinen dieses mittelalterlichen Turmes bestehen aus dunklem Felsgestein, dessen Blöcke mit Kalkmörtel verbunden waren und die etwa 100 Meter östlich der heutigen Auchencloigh Farm liegen. Man hat keinen Hinweis auf irgendeine Datierung gefunden, aber aufgrund der Dicke der Mauern nimmt man ein frühes Baujahr an. Ein Autor meint, die Burg könnte aus dem 15. Jahrhundert stammen.
Die Auchencloigh Farm liegt in der Nähe in einem Gürtel aus lichtem Wald. Seit 1979 gilt Auchencloigh Castle als Scheduled Monument.
Ein William Wallace aus Auchencloigh war 1579 Zeuge einer Verordnung von James Lord Torphicen zugunsten von John Chalmer aus Inchgotrick.
1578 verpachteten William und James Cuninghame aus Polquharne die Ländereien von Burntoun, Teil ihrer Ländereien von Easter Polquharne, an John Cuninghame, Sohn des vorgenannten James Cuninghame. Diese Ländereien waren anschließend an oder einschließlich Auchencloigh Castle.

## Kartographische Quellen
Robert Gordons Landkarte von etwa 1635–1652 verzeichnet die Burg von „E. Achincloigh“ (sic) östlich des Belston Loch. Die Landkarte von Blaeu von etwa 1654 nach Aufzeichnungen von Timothy Pont um 1600 zeigt ein unbeschädigtes „East Auchincloigh Castle“, kleiner als das nahegelegene Kerse Castle, auf einem bewaldeten Grundstück und mit einer Palisade oder einem Zaun im Süden, der durch Wasserläufe im Norden, Osten und Westen ergänzt ist. Ein „Dramsmodda Loch“ liegt westlich davon (heute Belston Loch). Es ist auch eine Wohnstatt in „West Achinclough“ verzeichnet.
Molls Landkarte von 1745 zeigt eine Wohnstatt in „Achincloigh“, das östlich eines kleinen Sees liegt, aber keine Burg. Roys Landkarte von 1747 zeigt ein „Achincloich“, allerdings nicht als Burg. Armstrongs Landkarte von 1775 zeigt ein „Auchencloigh Castle“ als Ruine. 1821 wird die Burg eindeutig als Ruine gezeigt. In Thomsons Landkarte von 1828 ist „Auchencloigh (castle ruins)“ verzeichnet.

## Sonstiges
In der Gegend um die Burgruine und den alten Bauernhof lag ein großes Tagebau-Bergwerk, aber das Gelände ist heute wieder hergestellt und dient landwirtschaftlichen Zwecken.
Der Name „Auchencloigh“ ist von den schottisch-gälischen Wörtern „Achadh“ (dt.: Feld) und „Cloiche“ (dt.: Stein) abgeleitet. Die Ortsnamen „Auchencloigh“ oder „Auchencloy“ finden sich auch an anderen Stellen in Schottland. Eine Siedlung namens „Auchencloigh“ liegt auch in der Gemeinde Sorn. Auchencloigh Lodge ist ein Haus an der Einfahrt zum alten Bauernhof.
Es gibt einen klar definierten Hohlweg aus dem 17. Jahrhundert, der einer alten römischen Straße bis nach Auchencloigh bei Old Polquhairn folgt, vermutlich der Straße, die auf Armstrongs Landkarte von 1775 von Bank (heute Bankglen an der Straße von New Cummock nach Dalmellington) hinüber zum heutigen Littlemill verläuft. Er ist mit schweren Steinen ausgelegt, über denen Lehm liegt.